# Пересмішник синій
Пересмішник синій (Melanotis caerulescens) — вид горобцеподібних птахів родини пересмішникових (Mimidae).

## Поширення
Ендемік Мексики. Живе в різноманітних лісових масивах: вологих лісах, прибережних заростях, чагарниках, сосново-дубових лісах та вторинних лісах. Трапляється на висотах до 2450 м над рівнем моря.

## Опис
Птах середнього розміру, завдовжки 24–27 см та вагою від 50,2 до 59,7 г. Оперення темно-синювато-сірого забарвлення. Навколо червоного ока є маска з чорного пір'я, яка простягається від основи дзьоба до щік. Дзьоб і ноги також чорні.

## Підвиди
- M. c. caerulescens — поширений в материковій Мексиці.
- M. c. longirostris — острови Лас-Трес-Маріас.